# Huyện Faridpur
Faridpur là một huyện thuộc division Dhaka, Bangladesh. Huyện này có diện tích 2073 km², dân số năm 2002 là 1719496 người, mật độ dân số là 829 người/km².